# Starina
Starina es un municipio del distrito de Stará Ľubovňa en la región de Prešov, Eslovaquia, con una población estimada a final del año 2024 de 51 habitantes.
Se encuentra ubicado al noroeste de la región, cerca del río Poprad (cuenca hidrográfica del río Vístula) y de la frontera con  Polonia.

## Demografía
| Año        | 1994 | 2004     | 2014     | 2024     |
| ---------- | ---- | -------- | -------- | -------- |
| Población  | 104  | 70       | 43       | 51       |
| Diferencia |      | −32,69 % | −38,57 % | +18,60 % |

| Año        | 2023 | 2024 |
| ---------- | ---- | ---- |
| Población  | 51   | 51   |
| Diferencia |      | +0 % |